# Gustav Wallis
Gustav Wallis (1er mai 1830 - 20 juin 1878), est un collectionneur de plantes prussien qui introduit plus de 1 000 espèces de plantes en Europe, dont beaucoup sont nommées d'après son nom.

## Biographie
Wallis est né à Lunebourg, dans le royaume de Hanovre. Son père est avocat. Il est sourd et muet jusqu'à l'âge de six ans. Ce n'est qu'à partir de 1836 qu'il commence à parler. Ceci provoque un défaut de prononciation qu'il garde jusqu'à la fin de sa vie.
En 1836, son père meurt, laissant sa mère veuve avec six enfants à charge. Sans moyens, elle décide de quitter Lunebourg pour retourner dans sa ville natale, Detmold. C'est là que Wallis découvre l'école, et dans les montagnes et les forêts environnantes, développe son amour de la nature et de la botanique, ce qui lui donne la goût des voyages et le désir de visiter les tropiques. Comme enfant, Wallis a beaucoup d'énergie et une volonté indomptable, et, malgré son défaut de prononciation, acquiert de sérieuses compétences en langues étrangères, ce qui lui est très utile au cours de sa carrière.